# Vandellia cirrhosa
El candirú (Vandellia cirrhosa), también conocido como candiro azul, pez benator, canero, cañero o pez vampiro es un pez de agua dulce del orden de los siluriformes, perteneciente a la familia de los bagres, que habita en el Amazonas. Es especialmente famoso y temido por su agresividad al alojarse en los orificios genitales o excretores de sus presas para alimentarse de su sangre. Se han llegado a ver ejemplares de hasta 22 cm y es alargado y transparente, por lo que es prácticamente indetectable debajo del agua. Suele encontrarse en partes del río caracterizadas por las fuertes corrientes, aunque también se pueden encontrar en las lagunas formadas tras el descenso del agua por el cauce del río.

## Forma de parasitismo
El candirú es un parásito, principalmente de otros peces, aunque también puede atacar a otros animales más grandes, incluidos, de forma excepcional, los humanos. Una vez introducido en el animal huésped a través de alguno de sus orificios (en especial la uretra, la vagina o el ano) se instala en su interior, extiende unas espinas y comienza a alimentarse con su sangre. Parece ser que no la succiona, sino que se conecta con alguna arteria del huésped y hace que su sangre pase a través de su propio sistema circulatorio.
El candirú es especialmente temido por los nativos del Amazonas pues creen que el pez puede penetrar por los orificios de un bañista desnudo. De ahí que exista la costumbre entre ciertas tribus de bañarse de espaldas a la corriente, y con los orificios cubiertos con las manos. Una vez introducido en el cuerpo, el candirú es prácticamente imposible de desalojar, si no es mediante cirugía[cita requerida]. Los nativos también  dicen emplear la planta xagua, la cual supuestamente separa al candirú de su víctima y lo disuelve por completo.[cita requerida] Sin embargo, tan solo hay un único caso clínico registrado en humanos y varios investigadores han desmentido ya la veracidad del mismo, por lo que se considera que se trata de un mito propio entre los nativos.